# Vestfrost
Vestfrost або Vestfrost Household — данський виробник великої побутової техніки. Компанія заснована в 1963 році. Штаб-квартира розташована в м. Есб'єрзі. 

## Історія
З 1963 року компанія продала понад 12 мільйонів холодильників і морозильних камер.
У 2006 році в Есб'єрзі було понад 300 співробітників.
У 2007 році компанія мала 918 мільйонів датських крон доходу.
У 2008 році компанія була куплена турецьким виробником побутової техніки Vestel. 
Сьогодні більша частина виробництва локалізована в Туреччині та Словаччині. 
Асортимент продукції включає холодильники, морозильні камери, пральні машини, винні камери, духові шафи та кухонні плити.